# Hiroshi Shibutani
Hiroshi Shibutani (japanisch 渋谷 浩, Shibutani Hiroshi; * 6. April 1967 in der Präfektur Fukuoka) ist ein ehemaliger japanischer Tischtennisspieler. Er gewann zweimal eine Bronzemedaille bei der Weltmeisterschaft, 1997 im Doppel mit Kōji Matsushita und 2000 mit der Mannschaft.

## Karriere
Hiroshi Shibutani war Abwehrspieler. Er vertrat sein Land dreimal bei den Olympischen Spielen, wobei er 1996 im Doppel mit Kōji Matsushita das Viertelfinale erreichte. Bei Asienmeisterschaften holte er zwei Medaillen, nämlich 1990 im Doppel und mit dem Team. Erfolgreich trat er vor allem bei Weltmeisterschaften auf, wo er sich ebenso wie bei den Asienmeisterschaften zwei Bronzemedaillen sicherte. Beim Asian Cup 1990 wurde er mit der Mannschaft Sieger. Auf der Pro Tour errang Shibutani vier Medaillen, davon einmal Gold, zweimal Silber sowie einmal Bronze. Nach dem Jahr 2000 trat er international nicht mehr in Erscheinung.

## Turnierergebnisse
| Verband | Veranstaltung      | Jahr | Ort             | Land | Einzel        | Doppel        | Mixed         | Team          |
| ------- | ------------------ | ---- | --------------- | ---- | ------------- | ------------- | ------------- | ------------- |
| JPN     | Asienmeisterschaft | 1998 | Osaka           | JPN  | letzte 16     | Viertelfinale |               |               |
| JPN     | Asienmeisterschaft | 1990 | Kuala Lumpur    | MAS  | letzte 16     | Halbfinale    | Viertelfinale | Halbfinale    |
| JPN     | Asienspiele        | 1998 | Bangkok         | THA  |               | Viertelfinale |               |               |
| JPN     | Asienspiele        | 1990 | Peking          | CHN  | letzte 16     | Viertelfinale | Viertelfinale |               |
| JPN     | Asienspiele        | 1986 | Seoul           | KOR  |               | Viertelfinale |               |               |
| JPN     | Asian Cup          | 1990 | Pune            | IND  |               |               |               | Gold          |
| JPN     | Asian Cup          | 1989 | Peking          | CHN  | Viertelfinale |               |               |               |
| JPN     | ASIA-TOP12         | 1999 | Kish Island     | IRI  | Viertelfinale |               |               |               |
| JPN     | ASIA-TOP 8         | 1993 | Huangshi City   | CHN  | Viertelfinale |               |               |               |
| JPN     | Olympische Spiele  | 2000 | Sydney          | AUS  |               | Qual.         |               |               |
| JPN     | Olympische Spiele  | 1996 | Atlanta         | USA  | Qual.         | Viertelfinale |               |               |
| JPN     | Olympische Spiele  | 1992 | Barcelona       | ESP  | Qual.         | Qual.         |               |               |
| JPN     | Pro Tour           | 2000 | Umea            | SWE  | Rd 1          | letzte 16     |               |               |
| JPN     | Pro Tour           | 2000 | Warschau        | POL  | Rd 1          | letzte 16     |               |               |
| JPN     | Pro Tour           | 2000 | Kobe City       | JPN  | letzte 32     | letzte 16     |               |               |
| JPN     | Pro Tour           | 2000 | Chang Chun City | CHN  | letzte 32     | Viertelfinale |               |               |
| JPN     | Pro Tour           | 1999 | Lievin          | FRA  | letzte 32     | Viertelfinale |               |               |
| JPN     | Pro Tour           | 1999 | Kobe City       | JPN  | Rd 1          | Viertelfinale |               |               |
| JPN     | Pro Tour           | 1999 | Guilin          | CHN  | letzte 32     | letzte 16     |               |               |
| JPN     | Pro Tour           | 1999 | Zagreb          | HRV  | letzte 32     | Viertelfinale |               |               |
| JPN     | Pro Tour           | 1999 | Doha            | QAT  | letzte 32     | letzte 16     |               |               |
| JPN     | Pro Tour           | 1998 | Sundsvall       | SWE  | Rd 1          | letzte 16     |               |               |
| JPN     | Pro Tour           | 1998 | Melbourne       | AUS  | letzte 16     | letzte 16     |               |               |
| JPN     | Pro Tour           | 1998 | Wakayama        | JPN  | letzte 32     | letzte 16     |               |               |
| JPN     | Pro Tour           | 1998 | Doha            | QAT  | letzte 32     | letzte 16     |               |               |
| JPN     | Pro Tour           | 1997 | Lyon            | FRA  | letzte 32     | Viertelfinale |               |               |
| JPN     | Pro Tour           | 1997 | Kalmar          | SWE  | Halbfinale    | letzte 16     |               |               |
| JPN     | Pro Tour           | 1997 | Chiba           | JPN  | letzte 16     | Silber        |               |               |
| JPN     | Pro Tour           | 1997 | Ipoh            | MAS  | Viertelfinale | Viertelfinale |               |               |
| JPN     | Pro Tour           | 1997 | Doha            | QAT  |               | Gold          |               |               |
| JPN     | Pro Tour           | 1996 | Kitaku-Shu      | JPN  |               | Silber        |               |               |
| JPN     | Weltmeisterschaft  | 2000 | Kuala Lumpur    | MAS  |               |               |               | Halbfinale    |
| JPN     | Weltmeisterschaft  | 1999 | Eindhoven       | NED  | letzte 64     | letzte 16     |               | Viertelfinale |
| JPN     | Weltmeisterschaft  | 1997 | Manchester      | ENG  | letzte 16     | Halbfinale    |               | Viertelfinale |
| JPN     | Weltmeisterschaft  | 1995 | Tianjin         | CHN  | letzte 32     | Viertelfinale | letzte 32     | Viertelfinale |
| JPN     | Weltmeisterschaft  | 1993 | Göteborg        | SWE  | letzte 32     | letzte 64     |               | Viertelfinale |
| JPN     | Weltmeisterschaft  | 1991 | Chiba           | JPN  | letzte 16     | letzte 16     |               | 13            |
| JPN     | Weltmeisterschaft  | 1989 | Dortmund        | GER  | letzte 64     | Viertelfinale |               | Viertelfinale |
| JPN     | Weltmeisterschaft  | 1987 | Neu-Delhi       | IND  | letzte 128    |               | letzte 128    | Viertelfinale |
| JPN     | World Cup          | 1993 | Guangzhou       | CHN  | letzte 16     |               |               |               |
| JPN     | World Doubles Cup  | 1990 | Seoul           | KOR  |               | letzte 16     |               |               |
| JPN     | WTC-World Team Cup | 1994 | Nimes           | FRA  |               |               |               | 9             |

## Privat
Sein Vater Gorō Shibutani war ebenfalls Tischtennisprofi.